# Moerasbuizerd
De moerasbuizerd (Busarellus nigricollis) is een roofvogel uit Latijns-Amerika. Het is een middelgrote roofvogel uit het monotypische geslacht Busarellus, met opvallend zware klauwen, ronde vleugels en een betrekkelijk korte staart.

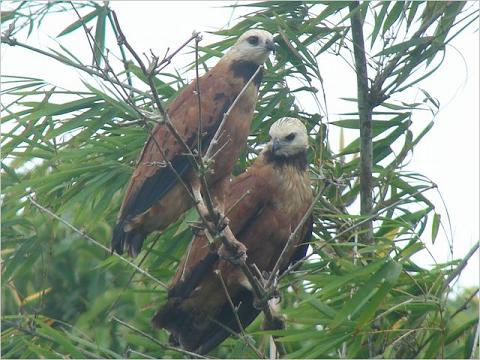
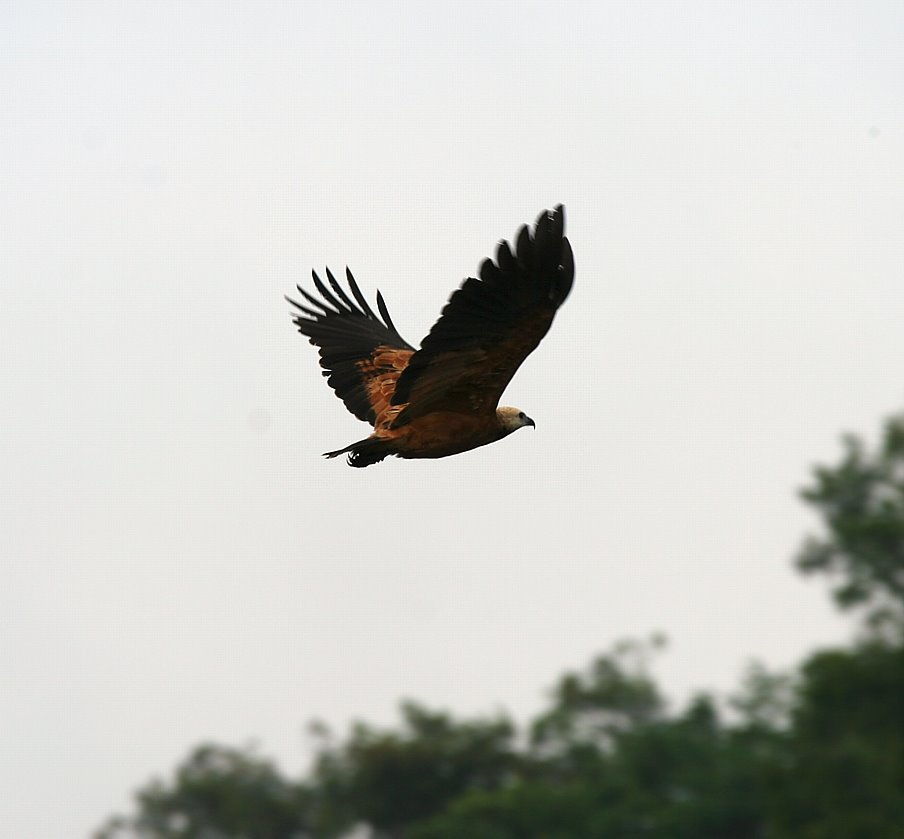
Vliegende moerasbuizerd in het Amazoneregenwoud in Peru

## Kenmerken
De moerasbuizerd is 44 tot 50 cm lang. De vogel is overwegend kaneelkleurig, op de borst en buik lichter dan op de rug. De kop is bleek okerkleurig.Een opvallend kenmerk is de donker gekleurde kraag die een afscheiding vormt tussen de lichte kop en de kaneelkleurige borst. De handpennen zijn zwart en de buitenranden van de armpennen zijn ook zwart. Deze arend heeft net als de visarend grote klauwen met scherpe uitsteeksels waarmee de vogel glibberige vissen goed vast kan houden.

## Leefwijze
De moerasbuizerd leeft van vis, maar ook hagedissen, slakken, wormen, ratten en muizen.

## Verspreiding en leefgebied
De moerasbuizerd leeft in de vochtig regenwoud en moerasbossen in het laagland van Centraal- en Zuid-Amerika van Mexico tot in Uruguay. Vooral rivier- en kustbossen zijn favoriet. 
De soort telt twee ondersoorten:
- B. n. nigricollis: van Mexico tot Brazilië.
- B. n. leucocephalus: Paraguay, Uruguay en noordelijk Argentinië.

## Status
De moerasbuizerd heeft een enorm groot verspreidingsgebied en daardoor alleen al is de kans op de status  kwetsbaar (voor uitsterven) gering. De grootte van de populatie is in 2019 geschat tussen de 50 en 500 duizend volwassen individuen. De moerasbuizerd gaat in aantal achteruit. Echter, het tempo ligt onder de 30% in tien jaar (minder dan 3,5% per jaar).Om deze redenen staat deze roofvogel op de Rode Lijst van de IUCN.